# Torrecuadrada de Molina
Torrecuadrada de Molina község Spanyolországban, Guadalajara tartományban. Torrecuadrada de Molina Traíd, Pinilla de Molina, Terzaga, Tierzo, Torremochuela, Prados Redondos és Anquela del Pedregal községekkel határos. Lakosainak száma 22 fő (2024).

## Népesség
A település népessége az utóbbi években az alábbiak szerint változott:
| Lakosok száma | 20   | 23   | 18   | 18   | 21   | 21   | 21   | 18   | 18   | 22   |
|               | 2001 | 2004 | 2006 | 2009 | 2011 | 2014 | 2016 | 2019 | 2021 | 2024 |